# Bob Anderson (fictie)
Bob Anderson is een personage uit de soapserie Days of Our Lives. De rol werd van 1972 tot 1980 gespeeld door Mark Tapscott, in 1978 werd hij tijdelijk vervangen door Dick Gitting.

## Personagebeschrijving
Bob en Phyllis Anderson kwamen eind 1972 naar Salem met hun jonge dochter Mary. Ze zijn de bedrijfsleiders van Anderson Manufacturing. Nadat Scott Banning stierf bij een arbeidsongeval voelden Phyllis en Bob zich schuldig en vroegen Scotts weduwe Julie Olson om bij hen in te trekken.
Phyllis begreep niet waarom haar man van haar aan het vervreemden was. Bob was gefascineerd door Julie en dacht de hele tijd aan haar. Bob besloot om zijn tweede jeugd te beleven en de scheiding aan te vragen om met Julie te kunnen trouwen. Phyllis was buiten zinnen van woede en kon het niet aan om na zoveel jaar huwelijk gedumpt te worden. Ze wilde Julie neerschieten, maar per vergissing schoot ze haar eigen dochter neer.
Door het leeftijdsverschil en drukke leven van Bob en het gebrek aan seks werd Julie al snel ongelukkig in het huwelijk. Bob verdacht Julie ervan verhoudingen te hebben met jongere mannen, maar Julie bleef Bob trouw. In 1976 besloot Julie om van Bob te scheiden en terug te keren naar haar grote liefde Doug Williams. Julie was inmiddels wel zwanger van Bob, maar het kind overleed kort na de geboorte.
Later dat jaar ontdekte Bob dat Brooke Hamilton geld gestolen had van zijn bedrijf om zo een reis naar New York te kunnen maken met haar moeder. Bob ging met hen de confrontatie aan in het ziekenhuis waar Brookes moeder Adele stervende was. Voor ze stierf vertelde Adele aan Bob dat Brooke zijn dochter was en smeekte hem om dit geheim te houden. Na de dood van Adele gaf Bob Brooke een job bij zijn bedrijf zodat ze haar schulden kon afbetalen.
In 1978 kreeg Bob hartproblemen en Linda Patterson kreeg meer en meer controle over het bedrijf. Linda genoot van de nieuwe macht en besloot om met Bob te trouwen in april 1978. Na een hartaanval van Bob kreeg Linda de volledige controle over het bedrijf. Toen Linda Chris Kositchek uit het bedrijf joeg kwam Bob echter tussen beide en nam hem weer aan. Later dat jaar was Linda samen met Stephanie Woodruff in vuile zaakjes verwikkeld en Mary ging de confrontatie aan met haar vader en hij nam Linda's macht af.
In 1979 vertelde Bob dat hij dacht dat Linda een verhouding had met Neil Curtis en ze wond zich zo op dat ze van de trap viel en naar het ziekenhuis gebracht moest worden. Linda herstelde, maar kon zich haar verhouding met Neil niet meer herinneren. Linda probeerde haar huwelijk met Bob te doen slagen voor Melissa. Linda werd in het bedrijf vervangen door Stephanie Woodruff, maar Bob wist niet dat dit zijn dochter Brooke was die intussen plastische chirurgie had laten uitvoeren. Bob gaf steeds meer macht aan Stephanie en ze trok uiteindelijk bij hem in en had niet in de gaten dat ze zijn bedrijf kapot wilde maken. Toen een zonne-energieapparaat gestolen werd gaf Bob Linda de schuld en schrapte haar uit zijn testament. Wanhopig om terug op een goed blaadje te staan bij Bob beweerde Linda zwanger te zijn, hoewel ze dat niet was.
In 1980 ging de gezondheid van Bob snel achteruit en hij zei tegen Linda dat hij haar en haar dochter Melissa in zijn testament zou opnemen als ze Salem zouden verlaten en dat deden ze dan ook. Bobs eerste vrouw Phyllis keerde na drie jaar terug naar Salem om voor hem te zorgen en hij vroeg haar ten huwelijk. Op de bruiloft van Mary en Alex Marshall kreeg Bob echter een hartaanval en overleed.